# Jan Brunk
Jan Erik Gustav Brunk, född 21 maj 1941 i Stockholm, död 9 februari 2005 i Järnboås, var en svensk silversmed. 
Brunk utbildade sig till silversmedsgesäll för Claës E. Giertta 1957–1965 och var därefter verksam som silversmed hos hovjuvelerare C.F. Carlman 1965–1976 innan han etablerade en egen silverateljé på Söder i Stockholm. Flera moderna svenska silversmeder fick sin första utbildning i hans ateljé. Hans silverkonst består till stor del av silverkorpus.